# Halkosaari (ö i Birkaland, Tammerfors, lat 61,62, long 23,71)
Halkosaari är en ö i Finland. Den ligger i sjön Näsijärvi och i kommunen Ylöjärvi i den ekonomiska regionen Tammerfors och landskapet Birkaland, i den södra delen av landet, 170 km norr om huvudstaden Helsingfors. Öns area är 1,1 hektar och dess största längd är 150 meter i sydväst-nordöstlig riktning.